# داود قسطنطين الخوري
داود قسطنطين الخوري (1358-1277هـ 1939-1860م) شاعر من المهجر، من مواليد حمص في العهد العثماني.

## تعليمه
تلقى تعليمه المبكر في الكتّاب، كما أخذ عن والده اللغة العربية وآدابها، ثم ظهرت ميوله الأدبية فاقتنى من الكتب ما أشبع فيه تطلعه وأرضى أشواقه، وتكونت لديه ثقافة أدبية علمية تاريخية.

## عمله في حمص
عمل مدرسًا للغة العربية والتاريخ والموسيقى في المدرسة الأرثوذكسية بحمص (1888)، إلى أن دخلت الدولة العثمانية الحرب فأغلقت المدرسة (1914)، كما انقطع عن التحرير في جريدة حمص التي توقفت عن الصدور بسبب الحرب أيضًا. بعد أن توقفت الحرب واستؤنف النشاط التعليمي والصحفي آثر أن يعمل مع أبي خليل القباني في مسرحه بدمشق، فألف له بعض المسرحيات، غير أنه عاد إلى حمص حين تعرض مسرح القباني لمعارضة ضارية من رجال الدين الإسلامي.

## هجرته والقومية العربية
هاجر إلى البرازيل عام 1926 حاملًا معه مسرحياته وأشعاره، وهناك ترأس النادي الحمصي وواصل نشاطه المسرحي حتى رحيله. أسهمت مسرحياته في إيقاظ الروح العربية وبعث الاعتزاز القومي، ولكن دون إثارة ومبالغة، وهذا الاعتدال سبب نجاته من المصير الدامي الذي واجهه القوميون على يد جمال باشا السفاح في بلاد الشام. كرمته مدينة حمص بإطلاق اسمه على أحد شوارعها الرئيسة، في عهد الأسد.

## بعض قصائده

### بنو العرب
قال فخرًا بعروبته، ومواجهًا التيار الغربي الذي يفصل بين العروبة والمسيحية قصيدةً مطلعها:

### حمص
قال عن مدينة حمص، قصيدة مطلعها:

### سورية
قال قصيدة عن سوريا الكبرى، إبان تقسيم لبنان وفلسطين وفصل أهالي الشام، مطلعها:

### رثاء رزق الله فضول
وله قصيدة في الرثاء، مطلعها: